# Ходжавенд (село, Агджабединский район)
Ходжавенд (азерб. Xocavənd) — село в Ходжавендском административно-территориальном округе Агджабединского района Азербайджана.

## Этимология
Название села означает «род Ходжалы».

## История
Село Ходжавенд в 1913 году согласно административно-территориальному делению Елизаветпольской губернии относилось к Ходжавендскому сельскому обществу Шушинского уезда.
Согласно результатам Азербайджанской сельскохозяйственной переписи 1921 года, Ходжавенд входил в одноимённое сельское общество Шушинского уезда Азербайджанской ССР. Численность населения составляла 647 человек (156 хозяйств), преобладающей национальностью являлись тюрки азербайджанские (азербайджанцы).
В 1926 году согласно административно-территориальному делению Азербайджанской ССР село относилось к дайре Агджабеды Агдамского уезда.
После реформы административного деления и упразднения уездов в 1929 году был образован Ходжавендский сельсовет в Агджабединском районе Азербайджанской ССР.
Согласно административному делению 1961 и 1977 года село Ходжавенд входило в Ходжавендский сельсовет Агджабединского района Азербайджанской ССР.
5 октября 1999 года из территории села Ходжавенд выделено новое село Ашагы-Авшар.
В 1999 году в Азербайджане была проведена административная реформа и внутри Ходжавендского административно-территориального округа был учрежден Ходжавендский муниципалитет Агджабединского района.

## География
Через село Ходжавенд протекают река Каркарчай и Верхне-Карабахский канал.
Село находится в 6 км от райцентра Агджабеди и в 283 км от Баку. Ближайшая железнодорожная станция — Агдам (действующая — Халадж).
Село находится на высоте 27 метров над уровнем моря.

## Население
| Численность населения | Численность населения | Численность населения | Численность населения | Численность населения |
| 1886                  | 1984                  | 1986                  | 1999                  | 2009                  |
| --------------------- | --------------------- | --------------------- | --------------------- | --------------------- |
| 559                   | ↗2900                 | ↗3029                 | ↘2798                 | ↗3382                 |

В 1886 году в селе проживало 559 человек, все — азербайджанцы, по вероисповеданию - мусульмане-шииты.
Население преимущественно занимается хлопководством, животноводством, выращиванием зерна.

## Климат
Среднегодовая температура воздуха в селе составляет +14,2 °C. В селе полупустынный климат.

## Инфраструктура
В советское время близ села располагалась овце-товарная ферма, а в самом селе находились средняя и две восьмилетних школы, клуб, библиотека, кинотеатр, медицинский пункт.
В селе расположены почтовое отделение, две полных и одна неполная средняя школа, дом культуры, две библиотеки, врачебный пункт.